# سعود بن راشد المعلا
صاحب السمو الشيخ سعود بن راشد بن أحمد بن راشد بن أحمد بن عبد الله المعلا (1 أكتوبر 1952  -)، حاكم إمارة أم القيوين وعضو المجلس الأعلى للاتحاد بدولة الإمارات العربية المتحدة. تولى حكم الإمارة بعد وفاة أبيه الشيخ راشد بن أحمد المعلا في 2 يناير 2009.

## حياته
تلقى سموه تعليمه الأولي في أم القيوين، ثم أكمل دراسته الثانوية في لبنان، وفي عام 1974 أنهى تعليمه الجامعي في جامعة القاهرة، في تخصص الاقتصاد. في عام 1977، عُين سُموه قائدًا للحرس الوطني في إمارة أم القيوين، وفي عام 1979 تولى رئاسة الديوان الأميري في الإمارة.

## ولاية العهد
وفي 22 يوليو 1982 عينه والده الشيخ راشد بن أحمد المعلا ولياً لعهده، وقد عمل سموه إلى جانب والده في إدارة الحكم ومتابعة المشاريع الاستثمارية في الإمارة وساهم في إنشاء العديد من الدوائر والمؤسسات المحلية وتابع إدارتها وتطويرها حتى تواكب النهضة الشاملة التي شهدتها دولة الإمارات العربية المتحدة، كما حضر إلى جانب والده العديد من الاجتماعات على مستوى المجلس الأعلى لاتحاد الإمارات العربية المتحدة، وله حضور سياسي واقتصادي ، وخبرة في إدارة المؤسسات الاقتصادية وغيرها.
ترأس العديد من مجالس إدارات الشركات المساهمة منها إدارة بنك أم القيوين الوطني، وشركة غاز أم القيوين، وشركة أسمنت أم القيوين، كما ساهم في عقد اتفاقيات الاستثمار والتنقيب عن النفط والغاز في إمارة أم القيوين، ودشن أول مشروع مشترك للغاز مع حكومة رأس الخيمة في الحقل البحري في عام 2006.

## حياته الخاصة

### نسبه
ينتمي الشيخ سعود إلى قبيلة آل علي التي ينتسب إليها حكام إمارة أم القيوين وهم من بطن ربيعة ، من طي بن أُدد بن زيد.

### أسرته
متزوج من الشيخة سمية بنت صقر بن محمد القاسمي (شقيقة الشيخ سعود القاسمي حاكم إمارة رأس الخيمة)، ولديهما من الأبناء:
- الشيخ راشد (ولي عهد إمارة أم القيوين).
- الشيخ أحمد.
- الشيخ محمد.
- الشيخ ماجد.
- الشيخ عبد الله.
- الشيخ علي.
- الشيخ صقر.
- الشيخ حميد.
- الشيخة مريم.
- الشيخة فاطمة.